# Конкаль
Конка́ль (исп. Conkal) — небольшой городок в Мексике, штат Юкатан, входит в состав одноимённого муниципалитета и является его административным центром. Численность населения, по данным переписи 2010 года, составила 7173 человека.

## Общие сведения
Название Conkal с майяского языка можно перевести двояко: место торговли по очкам или место зарослей травы cuunka или kahyuc.
Поселение было основано в доиспанский период, а после основания города Мерида здесь основались монахи-францисканцы, которые в XVII веке построили монастырь Святого Франциска Ассизского.